# Kamil Szymuszowski
Kamil Szymuszowski (ur. 25 października 1989 w Zgierzu) – polski zawodnik mieszanych sztuk walki (MMA) wagi półśredniej (od 2010) oraz średniej (od 2012). Dawniej walczył także w wadze półciężkiej (2010-2012) oraz lekkiej (2017-2018). Mistrz Gladiator Areny (2014), PLMMA (2015) i TFL (2025) w wadze półśredniej.

## Osiągnięcia

### Mieszane sztuki walki
Amatorskie
- 2009: ALMMA 8 – 2. miejsce w kat. –93 kg[6]
- 2009: Liga A-1 – 1. miejsce w kat. –93 kg[7]
- 2010: Mistrzostwa Polski Strefy Zachodniej Amatorskiego MMA – 3. miejsce w kat. –93 kg[8]

Zawodowe
- Gladiator Arena
  - 2014: Mistrz Gladiator Areny w wadze półśredniej[3]
- Profesjonalna Liga MMA
  - 2015: Mistrz PLMMA w wadze półśredniej[4]

- Thunderstrike Fight League
  - 2025: Mistrz TFL w wadze półśredniej

## Lista zawodowych walk w MMA
| Wynik     | Bilans | Przeciwnik (bilans przed walką) | Rozstrzygnięcie                                | Runda | Czas | Rozgrywki                                 | Data       | Miejsce             | Uwagi                                                      |
| --------- | ------ | ------------------------------- | ---------------------------------------------- | ----- | ---- | ----------------------------------------- | ---------- | ------------------- | ---------------------------------------------------------- |
| Wygrana   | 19-10  | Karol Skrzypek (11-4)           | Dyskwalifikacja (nielegalne kolano w parterze) | 2     | 3:34 | TFL 34: House of Pain                     | 28.06.2025 | Przytyk             | Zdobył pas mistrzowski TFL w wadze półśredniej. Main Event |
| Przegrana | 18-10  | Oskar Herczyk (7-4)             | Decyzja (niejednogłośna)                       | 3     | 5:00 | Revolta 4: Robs Group Fight Night         | 06.10.2023 | Gdańsk              | Limit umowny -80 kg. Main Event                            |
| Wygrana   | 18-9   | Sylwester Hasny (7-9-1)         | Decyzja (jednogłośna)                          | 3     | 5:00 | SCF 4                                     | 24.02.2023 | Kępno               | Limit umowny -80 kg. Co-Main Event.                        |
| Przegrana | 17-9   | Mateusz Janur (4-3)             | KO (kopnięcie na głowę)                        | 1     | 4:25 | Muszyński Fight Group 3                   | 19.03.2022 | Lubin               | Walka w wadze średniej. Main Event.                        |
| Przegrana | 17-8   | Jacek Bednorz (6-6)             | KO (kolano na głowę)                           | 2     | 4:08 | Armia Fight Night: Special Edition        | 08.05.2021 | Łódź                | Walka w wadze półśredniej. Main Event.                     |
| Przegrana | 17-7   | Michał Pietrzak (8-4)           | KO (prawy sierpowy i ciosy w parterze)         | 1     | 0:56 | KSW 53: Reborn                            | 11.07.2020 | Warszawa            | Limit umowny -80 kg.                                       |
| Wygrana   | 17-6   | Marcin Pawłowski (5-1)          | TKO (ciosy w parterze)                         | 2     | 4:12 | Wieczór Walk SWD 4                        | 25.05.2019 | Kraków              | Powrót do wagi półśredniej.                                |
| Przegrana | 16-6   | Artur Sowiński (18-10)          | Decyzja (jednogłośna)                          | 3     | 5:00 | KSW 46: Narkun vs. Khalidov 2             | 01.12.2018 | Gliwice             |                                                            |
| Przegrana | 16-5   | Grzegorz Szulakowski (8-1)      | Poddanie (skrętówka)                           | 1     | 3:33 | KSW 41: Mańkowski vs. Soldić              | 23.12.2017 | Katowice            | Przejście do wagi lekkiej.                                 |
| Wygrana   | 16-4   | Gracjan Szadziński (5-1)        | Decyzja (jednogłośna)                          | 3     | 5:00 | KSW 38: Live in Studio                    | 07.04.2017 | Sękocin Nowy        | Limit umowny -73 kg.                                       |
| Wygrana   | 15-4   | Mindaugas Veržbickas (13-3-2)   | Decyzja (jednogłośna)                          | 3     | 5:00 | KSW 35: Khalidov vs. Karaoglu             | 27.05.2016 | Gdańsk/Sopot        |                                                            |
| Wygrana   | 14-4   | David Zawada (11-2)             | Decyzja (niejednogłośna)                       | 3     | 5:00 | KSW 33: Materla vs. Khalidov              | 28.11.2015 | Kraków              |                                                            |
| Wygrana   | 13-4   | Maciej Jewtuszko (11-2)         | Decyzja (jednogłośna)                          | 3     | 5:00 | KSW 31: Materla vs. Drwal                 | 23.05.2015 | Gdańsk              |                                                            |
| Wygrana   | 12-4   | Jacek Toczydłowski (5-5)        | KO (ciosy łokciami)                            | 2     | 2:35 | PLMMA 54                                  | 24.04.2015 | Włocławek           | Zdobył pas PLMMA w wadze półśredniej.                      |
| Wygrana   | 11-4   | Tomasz Romanowski (5-3)         | Decyzja (niejednogłośna)                       | 3     | 5:00 | Gladiator Arena 7                         | 14.11.2014 | Pyrzyce             | Zdobył pas Gladiator Arena w wadze półśredniej.            |
| Wygrana   | 10-4   | Ireneusz Ziółkowski (4-2-1)     | Decyzja (jednogłośna)                          | 3     | 5:00 | Arena Berserkerów 6: Exped Cup            | 07.06.2014 | Police              |                                                            |
| Wygrana   | 9-4    | Daniel Skibiński (2-1)          | Decyzja (jednogłośna)                          | 3     | 5:00 | PLMMA 28                                  | 15.02.2014 | Bieżuń              |                                                            |
| Wygrana   | 8-4    | Radosław Zaglewski (0-0)        | KO (ciosy łokciami)                            | 1     | 3:35 | PLMMA 27                                  | 18.01.2014 | Warszawa            | Przejście do wagi półśredniej.                             |
| Przegrana | 7-4    | Andrzej Grzebyk (4-1)           | Decyzja (jednogłośna)                          | 3     | 5:00 | PLMMA 14: Extra                           | 19.04.2013 | Legionowo           |                                                            |
| Przegrana | 7-3    | Borys Miroszniczenko (9-5)      | TKO (ciosy pięściami)                          | 4     | 4:24 | ProFC 43 – Baltic Challenge               | 26.10.2012 | Królewiec           | Przejście do wagi średniej.                                |
| Wygrana   | 7-2    | Wojciech Antczak (5-3-1)        | Decyzja (jednogłośna)                          | 3     | 5:00 | Gladiator Arena 3                         | 25.05.2012 | Pyrzyce             |                                                            |
| Wygrana   | 6-2    | Sandor Okras (3-1)              | Decyzja (jednogłośna)                          | 2     | 5:00 | OEF – Carphatian Primus Belt Round 2      | 24.02.2012 | Rzeszów             |                                                            |
| Przegrana | 5-2    | Michał Bacik (1-0)              | Decyzja (jednogłośna)                          | 2     | 5:00 | Night of Champions 2                      | 19.11.2011 | Poznań              |                                                            |
| Przegrana | 5-1    | Marcin Krysztofiak (4-2)        | Decyzja (jednogłośna)                          | 2     | 5:00 | Night of Champions 2                      | 19.11.2011 | Poznań              |                                                            |
| Wygrana   | 5-0    | Lukas Olejnik (1-2)             | Poddanie (dźwignia na staw łokciowy)           | 2     | 2:14 | Olimp Extreme Fight – Polska vs. Czechy   | 22.05.2011 | Tarnobrzeg          |                                                            |
| Wygrana   | 4-0    | Mariusz Kellner (0-4)           | Decyzja (jednogłośna)                          | 2     | 5:00 | Quest Arena 2 – Krysztofiak vs. Karttunen | 17.04.2011 | Poznań              |                                                            |
| Wygrana   | 3-0    | Wojciech Antczak (2-0)          | Poddanie (dźwignia na staw łokciowy)           | 1     | 3:55 | Gladiator Arena 2                         | 23.10.2010 | Pyrzyce             |                                                            |
| Wygrana   | 2-0    | Eligiusz Nowakowski (0-0)       | Poddanie (dźwignia na staw łokciowy)           | 1     | 0:55 | MMA Show                                  | 12.06.2010 | Gorzów Wielkopolski |                                                            |
| Wygrana   | 1-0    | Mieszko Kubiak (0-0)            | Poddanie (ciosy pięściami)                     | 1     | 1:02 | Ring XF 2 – Second Coming                 | 30.05.2010 | Łódź                | Debiut w wadze półciężkiej.                                |

## Lista walk w boksie
| Wynik   | Bilans | Przeciwnik           | Rozstrzygnięcie       | Runda | Czas | Rozgrywki            | Data       | Miejsce | Uwagi                                            |
| ------- | ------ | -------------------- | --------------------- | ----- | ---- | -------------------- | ---------- | ------- | ------------------------------------------------ |
| Wygrana | 1-0    | Grzegorz Guzek (0-0) | Decyzja (jednogłośna) | 3/3   | 2:00 | Biznes Boxing Polska | 30.09.2021 | Łódź    | Walka pokazowa na cel charytatywny. Super fight. |

## Inne informacje
- Na początku 2018 roku wziął udział w programie Wyjdź za mnie[10].